# Julia Tulkens

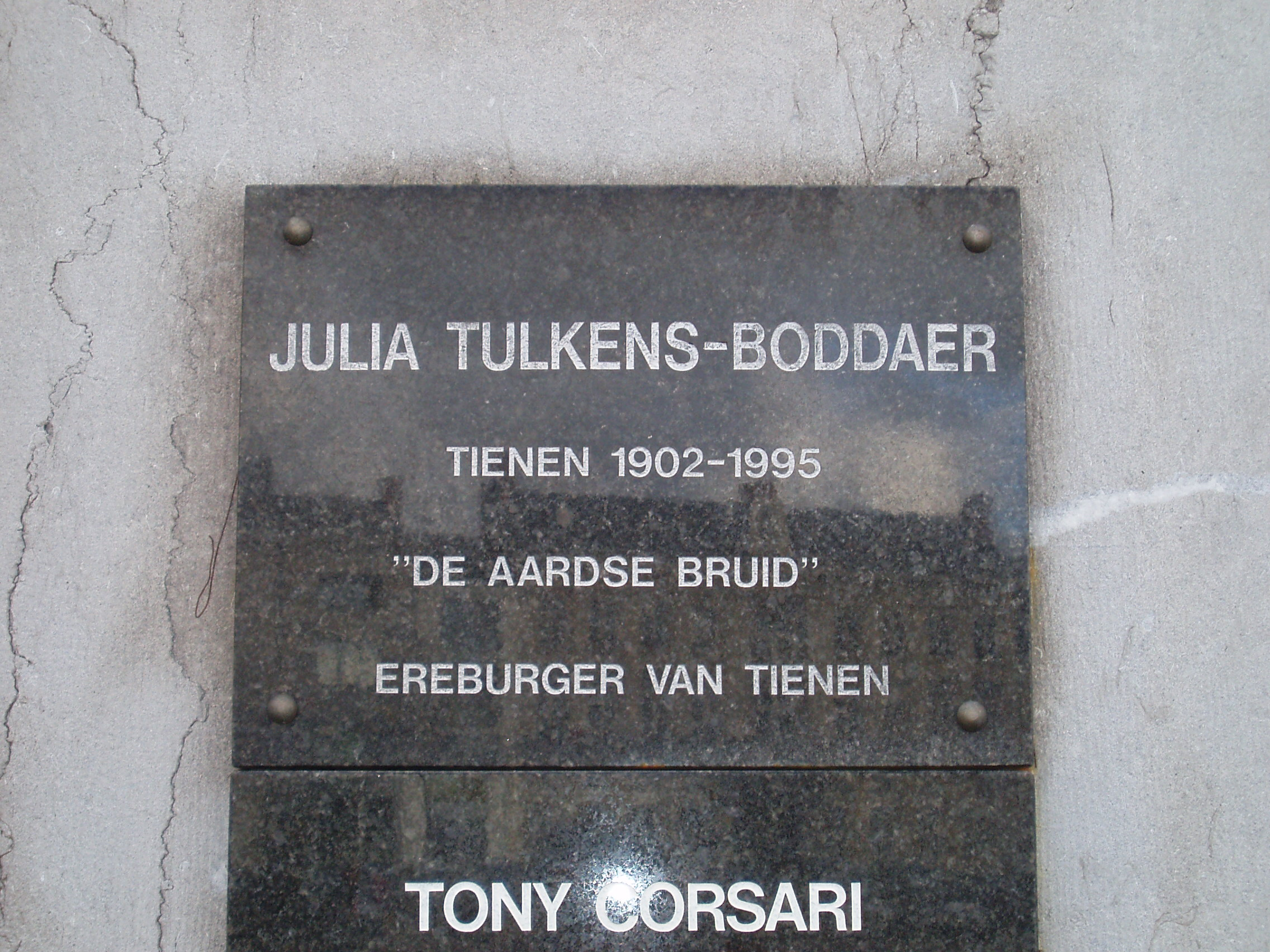
Herdenkingsplaat "Julia Tulkens-Boddaer" aan het stadhuis van Tienen.

Julia Tulkens (Tienen, 6 oktober 1902 – 12 maart 1995) was een Vlaams dichteres.

## Levensloop
Zij werd geboren als Julia Boddaer en studeerde aan de Nederlandstalige afdeling van de normaalschool te Geldenaken. Ze werd als zestienjarige verliefd op de Franstalige dichter Maurice Carême die aan dezelfde normaalschool zijn opleiding genoot. In 1923 huwde zij met Leo Tulkens (†1967), leraar en historicus.
Julia Tulkens debuteerde in 1931 met Heibloempjes. Aanvankelijk schreef ze eerder klassieke huiselijke poëzie en werd beïnvloed door Alice Nahon.
Door het licht 'sensuele' karakter veroorzaakte de bundel Ontvangenis (1936) nogal wat deining in het katholieke Vlaanderen, maar ze kreeg waardering van Marnix Gijsen en Willem Elsschot.
Na een aantal jaren als onderwijzeres te hebben gewerkt, werd ze medewerkster bij de nationale radio-omroep (lezingen voor de schoolradio, uur van de vrouw, reisverhalen, kinderuurtje, brief van de maand, vrouwenfiguren door de eeuwen heen) en bij BRT 2 Hasselt (het wekelijkse Nachtlichtje).

## Publicaties
- Heibloempjes (1931)
- De liedjes van Hilda (1932)
- Liederen bij schemeruur (1933)
- Krans (1934)
- Veertien kinderliederen (1936)
- Ontvangenis (1936)
- Twee wiegeliederen (1937)
- Vader (1938)
- Tien gedichten (1945)
- Zo zingt mijn blondje (1948)
- De aardse bruid (1950), Vijfjaarlijks Prijs van de Vlaamse Poëzie
- Na het bruidslied (1953)
- Nog breken mijn handen (1963)
- Drie kinderliederen (1964)
- Gemarmerd in tijd (1975)
- Yggdrasil (1977)
- Verzamelde gedichten, Orion, Brugge (1978)
- In u vergroeid (1988)
- Kinderwereld (1989)
- De eeuw is aan het kantelen (1991)

Verzen van Julia Tulkens werden vertaald in het Frans, Duits, Hongaars, Grieks, Italiaans, Engels en Spaans. Veel van haar verzen werden op muziek gezet.

## Eerbetoon
- Julia Tulkens werd ereburger van Tienen, Linter en Landen.
- Gedenkplaten werden aangebracht in Landen, Linter en Tienen.
- Om de twee jaar schrijven Linter, Landen en Tienen een poëzieprijs uit ter nagedachtenis van de dichteres Julia Tulkens.